# كاساليوني
كاساليوني (بالإيطالية: Casaleone)‏ هي بلدية في مقاطعة فيرونا في منطقة فنيتة الإيطالية، وتقع على بعد 90 كيلومترًا (56 ميلًا) جنوب غرب مدينة البندقية و35 كيلومترًا (22 ميلًا) جنوب شرق فيرونا.